# Björn Thurau
Björn Thurau, né le 23 juillet 1988 à Francfort-sur-le-Main, est un coureur cycliste allemand, professionnel entre 2007 et 2019. Il est le fils de l'ancien cycliste Dietrich Thurau.

## Biographie

### Carrière cycliste
Björn Thurau s'illustre chez les juniors (moins de 19 ans) en remportant le classement général du Grand Prix Rüebliland en 2006. En 2007, il rejoint l'équipe continentale Atlas Romer's Hausbäckerein. L'année suivante, il obtient son premier contrat avec une Équipe continentale professionnelle en rejoignant la formation autrichienne Elk Haus-Simplon. En 2010, il court avec l'équipe allemande Bergstrasse, composée de coureurs de moins de 23 ans, puis rejoint l'équipe continentale allemande NSP pour la saison 2011, où il termine meilleur jeune de Paris-Corrèze.
Pour la saison 2012, il signe par l'équipe professionnelle française Europcar, avec qui, il participe à son premier grand tour lors du Tour d'Italie 2014. Il se montre actif dans trois échappées et en tant qu'équipier de son leader Pierre Rolland. Il doit cependant abandonner la course lors de la 16e étape en raison de problèmes de santé. Sur le Tour de Suisse qui suit, il remporte le classement de la montagne, notamment grâce à une longue échappée lors de la deuxième étape.
Après avoir couru pour les équipes continentales professionnelles Bora-Argon 18 et Wanty-Groupe Gobert lors des saisons 2015 et 2016, il rejoint l'équipe continentale Kuwait-Cartucho.es en 2017 et se classe troisième du Tour du lac Qinghai, en Chine. Après une saison avec l'équipe Holdsworth, il termine sa carrière en 2019 au sein de l'équipe Vito-Feirense-PNB,.

### Reconversion professionnelle
En 2020 et 2021, il présente avec Mario Vogt la version allemande de Global Cycling Network : « GCN auf Deutsch », une chaîne vidéo sur YouTube.

### Dopage
Le 2 février 2021, le Frankfurter Allgemeine Zeitung rapporte que l'Agence nationale antidopage allemande (NADA) a ouvert une enquête sur d'éventuelles violations de dopage de Thurau entre 2011 et 2014. Le 19 août 2021, la NADA suspend Thurau pendant neuf ans et six mois. Il est puni pour « l'utilisation ou tentative d'utilisation de substances interdites et de méthodes interdites », « possession de substances interdites ou de méthodes interdites », « mise sur le marché ou la tentative de commercialisation de substances interdites ou de méthodes interdites » et « administration ou tentative d'administrer toute substance interdite ou méthode interdite». La décision annule tous ses résultats entre le 21 décembre 2010 et le 9 mars 2021. Il est également interdit de toutes fonctions dans le cyclisme et dans le sport, sauf il s'agit d'une activité de prévention contre le dopage.

## Palmarès
- 2004
  - 3e du championnat d'Allemagne sur route cadets
- 2006
  - Classement général du Grand Prix Rüebliland
  - 3e du championnat d'Allemagne du contre-la-montre par équipes juniors
- 2017
  - 3e du Tour du lac Qinghai

## Résultats sur les grands tours

### Tour d'Italie
1 participation
- 2014 : abandon (16e étape)

## Classements mondiaux
| Année            | 2008 | 2009 | 2010 | 2011 | 2012 | 2013 | 2014 | 2015   | 2016   | 2017   |
| ---------------- | ---- | ---- | ---- | ---- | ---- | ---- | ---- | ------ | ------ | ------ |
| UCI World Tour   |      |      |      |      |      |      | nc   |        |        |        |
| UCI America Tour |      |      |      | 326e |      |      |      |        |        |        |
| UCI Asia Tour    |      |      |      |      |      |      |      |        |        | 55e    |
| UCI Europe Tour  | 974e | 451e |      | 792e | 418e | 602e |      | 1 023e | 1 729e | 1 804e |